# Allied Command Baltic Approaches
Als Allied Command Baltic Approaches (ACBA) wurde der von 1962 bis 2002 bestehende NATO-Kommandobereich der Ostseezugänge (Baltic Approaches/BALTAP) bezeichnet.

## Geschichte
Der NATO-Kommandobereich Ostseezugänge wurde am 8. Januar 1962 mit dem Hauptquartier in Karup, Dänemark, aufgestellt. Er wurde auf deutsches Drängen geschaffen, um die zuvor bestehende Aufteilung der deutschen Seestreitkräfte auf die NATO-Kommandobereiche Nordeuropa und Mitteleuropa zu beenden. Nach der Veränderung der sicherheitspolitischen Lage 1990 wurde das Kommando 1993 umgegliedert und 2002 aufgelöst.

## Auftrag und Zuständigkeit
Der Zuständigkeitsbereich BALTAP umfasste das Territorium Dänemarks (ohne Grönland und Färöer), der Bundesländer Hamburg und Schleswig-Holstein und die Seegebiete der östlichen Nordsee, der Ostseezugänge mit Skagerrak, Kattegat, Belten und Sund und der Ostsee. Eine Besonderheit stellte die Zuständigkeit für die Luftverteidigung über dem deutschen Teil des BALTAP-Gebiets dar. Bis 1990 waren die Westalliierten auf der Grundlage des Alliierten Vorbehaltsrechts für die Luftverteidigung über der gesamten Bundesrepublik Deutschland verantwortlich. Nachdem sich Frankreich aus der militärischen Integration der Allianz zurückgezogen hatte, wurde diese Aufgabe gemeinsam von den USA und Großbritannien wahrgenommen. Für den Bereich Schleswig-Holstein und Hamburg war die 2. Alliierte Taktische Luftflotte (2. ATAF) zuständig, die von einem britischen Offizier der RAF Germany mit Hauptquartier in Mönchengladbach geführt wurde.

## Organisation

### 1962 bis 1993
Die bei der Aufstellung des Kommandobereichs BALTAP geschaffene Organisation bestand mit geringen Veränderungen von 1962 bis 1994. Zu ACBA gehörten in dieser Zeit vier unterstellte NATO-Kommandos:
- das multinationale Korps Alliierte Landstreitkräfte Schleswig-Holstein und Jütland (LANDJUT) unter Führung des Befehlshabers (COMLANDJUT) in Rendsburg
- die Landstreitkräfte in Seeland (LANDZEALAND) unter Führung des Befehlshabers (COMLANDZEALAND) in Kopenhagen
- die Luftstreitkräfte Ostseezugänge (AIRBALTAP) unter Führung des Befehlshabers (COMAIRBALTAP) in Karup und
- die Seestreitkräfte Ostseezugänge (NAVBALTAP) unter Führung des Befehlshabers (COMNAVBALTAP) in Karup (bis 1976 in Kiel-Holtenau) mit den ihm unterstellten Befehlshabern
  - Flag Officer Denmark (FOD) in Aarhus, zugleich nationaler Befehlshaber der dänischen Flotte
  - Flag Officer Germany (FOG) in Glücksburg, zugleich nationaler Befehlshaber der deutschen Flotte
  - Commander German Northsea Subarea (COMGERNORSEA) in Sengwarden, zugleich nationaler deutscher Befehlshaber der Seestreitkräfte der Nordsee (BSN).

### 1993 bis 2002
Am 1. Oktober 1993 trat eine Umgliederung in Kraft, die der veränderten militärischen Lage im Ostseeraum Rechnung trug. Während die beiden Kommandos der Landstreitkräfte bestehen blieben, wurden die beiden Hauptquartiere der See- und Luftstreitkräfte aufgelöst. An die Stelle des COMAIRBALTAP trat das Interim Combined Air Operations Centre 1 (ICAOC 1) in Karup. Die beiden nationalen Flottenbefehlshaber wurden als Admiral Danish Fleet (AdmDanFleet) und Commander German Fleet (COMGERFLEET) dem COMBALTAP direkt unterstellt.

### Unterstellte Kräfte
Im Bündnisfall hatte COMBALTAP die ihm zugewiesenen Streitkräfte der NATO zu führen. Nach den Planungen waren alle dänischen Streitkräfte mit Ausnahme einiger Teile in den Außengebieten für die Unterstellung unter COMBALTAP vorgesehen. Deutschland hatte die im BALTAP-Bereich stationierten Land- und Luftstreitkräfte und die gesamten See- und Seeluftstreitkräfte für diesen Bereich eingeplant. Außerdem waren externe Verstärkungen aus den USA und Großbritannien vorgesehen.

## Führung
ACBA wurde von einem dänischen Offizier im Range eines Generalleutnants oder eines Vizeadmirals geführt, der die Bezeichnung Commander Allied Forces Baltic Approaches (COMBALTAP) trug, sein Stellvertreter war ein deutscher Offizier des gleichen Dienstgrads. COMBALTAP unterstand von 1962 bis 1993 dem NATO-Kommando Allied Forces Northern Europe (AFNORTH) in Kolsås bei Oslo in Norwegen. Nach einer Veränderung der NATO-Kommandostruktur wurde es am 1. Oktober 1993 dem Kommandobereich Mitteleuropa (AFCENT) unterstellt. Für die operative Führung der Luft- und Seestreitkräfte wurde eine einsatzmäßige Zuordnung dieser Kräfte unter das neue Kommando Nordwesteuropa (AFNORTHWEST) mit seinen Komponentenkommandos AIRNORTHWEST und NAVNORTHWEST vorgenommen.